# Sakura (músico)
Yasunori Sakurazawa (櫻澤泰徳, Sakurazawa Yasunori) (nascido em Nerima em 20 de novembro de 1969), mais conhecido como Sakura, é um músico japonês. Ficou conhecido por ter sido  baterista da banda L'Arc~en~Ciel de 1993 a 1997. Seguiu sua carreira musical entrando em diversos outros projetos como Zigzo, Rayflower, Sons of All Pussys, Gibkiy Gibkiy Gibkiy, entre outros, e atuando como baterista suporte.

## Carreira
Aos 18 anos, começou a trabalhar como roadie da banda de heavy metal Dead End e do baterista Minato. Foi o empresário do Dead End que deu as informações de contato do baixista Tetsuya, do L'Arc~en~Ciel, para Sakura, por volta de dezembro de 1992. Em 1993, Sakura se juntou ao L'Arc-en-Ciel, substituindo o baterista anterior Pero. Lançaram seu álbum de estreia Dune logo depois. Em 1996, seu quarto álbum True, tornou-se o primeiro a vender mais de um milhão de cópias. Porém, no ano seguinte, Sakura foi preso por posse ilegal de heroína, anunciando oficialmente sua saída do L'Arc-en-Ciel em 4 de outubro de 1997. O acontecimento gerou controvérsia para a banda, que teve seus CDs removidos das lojas japonesas e o tema do anime Rurouni Kenshin, "The Fourth Avenue Cafe", foi substituído. Yukihiro entrou no lugar de Sakura no mesmo ano.
Em 1999 o baterista iniciou o supergrupo de hard rock Zigzo com o ex vocalista do Malice Mizer Tetsu e dois ex-membros do By-Sexual Ryo e Den. Depois de alcançar um sucesso comercial moderado, separaram-se em 2002. Nesse mesmo ano, formou a banda Sons of All Pussys com seu ex-colega do L'Arc-en-Ciel Ken. Depois, Sakura formou o projeto solo Lion Heads, onde tocava guitarra em vez de bateria. Em 2006 o projeto lançou o álbum Shiro, Kuro, Ao, Aka e fez um show na China, e em 2007 lançaram o single "Zepetto".
Em 2010, tornou-se baterista da banda de rock Rayflower, com o tecladista do Sophia, Keiichi Miyako. Em 20 de novembro de 2011, o músico fez uma apresentação solo de aniversário no Shibuya O-West. Lá, anunciou que Zigzo reiniciaria oficialmente as atividades, a partir de um show em 17 de março de 2012 no Akasaka Blitz. Em maio de 2012, Sakura formou o trio The Madcap Laughs com Aie (Deadman) e Kiyoshi. Quatro anos depois, juntou-se ao Gibkiy Gibkiy Gibkiy ao lado de Aie e Kazuma do Merry Go Round e Kazu do Kagerou.
Sakura apoiou Malice Mizer no lugar de Kami em duas apresentações do 25º aniversário de carreira da banda em 8 e 9 de setembro de 2018. Em homenagem, vestiu-se como Kami e usou sua bateria original para os shows. Em 2021, Zigzo lançou seu primeiro álbum em sete anos.

## Vida pessoal
Sakura nasceu em Nerima em Tóquio como o mais novo de três irmãos. É casado.
Na música, foi influenciado por Stewart Copeland do The Police.

## Discografia
Com L'Arc~en~Ciel
- Dune (1993)
- Tierra (1994)
- Heavenly (1995)
- True (1996)

Com Lion Heads
- Shiro, Kuro, Ao, Aka (白、黒、青、赤。) (2006)